# Laura Starink
Laura Starink (1954) is een Nederlands journalist en slavist, die het Nederlands nieuwscollectief/platform Raam op Rusland representeert. Ze was ook een van de oprichters van het platform.

## Afkomst en opleiding
Starink had een Nederlandse vader en een Pools-Duitse,  c.q. Silezische moeder.
Zij behaalde een doctoraal in Slavische taal- en letterkunde en Sociologie aan de Universiteit van Amsterdam. Eerder doorliep zij het Alberdingk Thijm College Hilversum.

## Carrière
Starink was van 1987 tot 1991 correspondent in Moskou voor NRC Handelsblad. Later maakte zij deel uit van de hoofdredactie.
Sinds 2011 is zij zelfstandig publicist.
Zij werkt mee aan het journalistieke platform Raam op Rusland, waarvan zij in 2016 medeoprichter was.

## Onderscheidingen
- Haar boek Duitse wortels, over de lotgevallen van haar moeder en tantes tijdens en na de Tweede Wereldoorlog, werd genomineerd voor de Bob den Uyl-prijs 2014.
- Het boek De Schaduw van de grote broer werd genomineerd voor de Libris Geschiedenis Prijs 2015.

- Gemeinsame Normdatei: 1036402002
- International Standard Name Identifier: 0000 0000 3332 1127
- Nationale Bibliotheek van Israël: 987011051625405171
- Virtual International Authority File: 37200614